# Утихомирення бурі

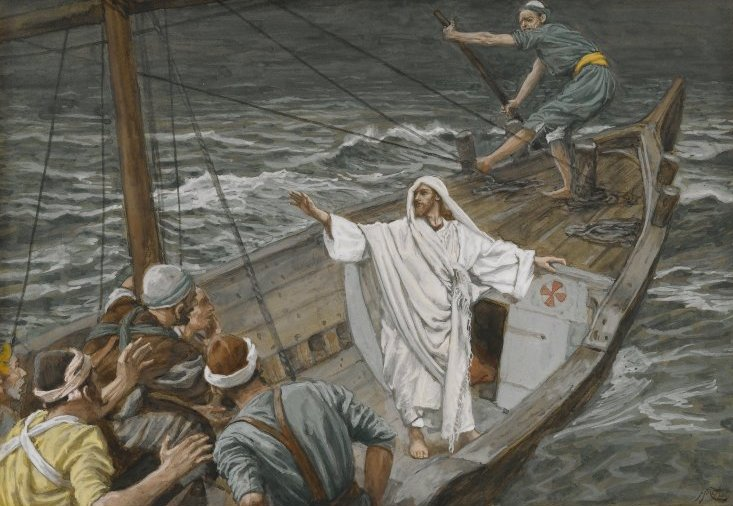
Утихомирення бурі (Джеймс Тіссо)

Утихомирення бурі — одне з чудес Ісуса Христа описане в синоптичних євангеліях (Мт. 8:23-27, Мк. 4:35-41, Лк.8:22-25). Ця євангельська подія відрізняється від Ходіння Ісуса Христа по водах і описана окремо.

## Подія
Вечором дня, коли Ісус Христос розповів найбільше притч (Мр. 4:34) на березі Тиверіадського озера, він увійшов з учнями в човен і наказав перепливти на другий бік. Виглядає, що цей виїзд був несподіваний. Напевно Ісус хотів оминути невгамовний настрій людей, що його слухали. Віддаль між двома берегами — кілька кілометрів, але подорож часом буває небезпечна, в основному під вечір, тому, що з недалекої засніженої гори Гермон несподівано зриваються холодні вітри й спричиняють дуже сильні бурі на озері. Так і сталось того вечора. Ісус знесилений цілоденною працею заснув.
| Євангеліє           | Текст |
| ------------------- | --- |
| Євангеліє від Матея | 23 Як він увійшов до човна, слідом за ним увійшли його учні. 24 Аж ось зірвалася на морі така велика буря, що хвилі заливали човен. Він же спав. 25 Ті кинулись до нього, збудили й кажуть: «Рятуй, Господи, ми гинемо!» 26 А він до них каже: «Чого ви лякливі, маловіри?» Тоді встав погрозив вітрам і морю, і настала велика тиша. 27 І здивувались люди та й заговорили між собою: «Хто це такий, що і вітри і море йому слухняні?» |
| Євангеліє від Марка | 35 Того ж дня, як настав вечір, він їм і каже: Перепливімо лишень на той бік! 36 І зоставивши народ, беруть його з собою, так як і був у човні; а були й інші човни з ним. 37 І знялася хуртовина, ще й з вітром, і хвилі линули у човен, отож уже наповнювався. 38 А він був на кормі, — спав на подушці. Вони будять його і кажуть йому: Учителю, тобі байдуже, що гинемо? 39 Тоді він устав, погрозив вітрові і сказав до моря: Замовкни! Ущухни! І затих вітер, і залягла велика тиша. 40 Тоді сказав до них: Чого ви такі боязкі? Ще досі не маєте віри? 41 І страх великий огорнув їх, і вони казали один до одного: Хто це такий, що йому вітер і море послушні? |
| Євангеліє від Луки  | 22 Одного дня Ісус увійшов до човна з учнями своїми і сказав їм: «Переплиньмо на той бік озера.» І відплили. 23 Як же вони плили, він заснув. Тим часом буря з вітром накинулась на озеро, їх почало заливати, і вони були в небезпеці. 24 І, приступивши, вони збудили його й кажуть: «Наставниче, наставниче, ми гинемо!» Він устав, погрозив вітрові й розбурханим хвилям, і вони ущухли, і настала тиша. 25 Тоді сказав їм: «Де ваша віра?» Вони ж, налякані й здивовані, один до одного казали: «Хто це такий, що вітрам і воді повеліває, і вони слухають його?»                                                                                                  |

## Галерея

Утихомирення бурі у мистецтві
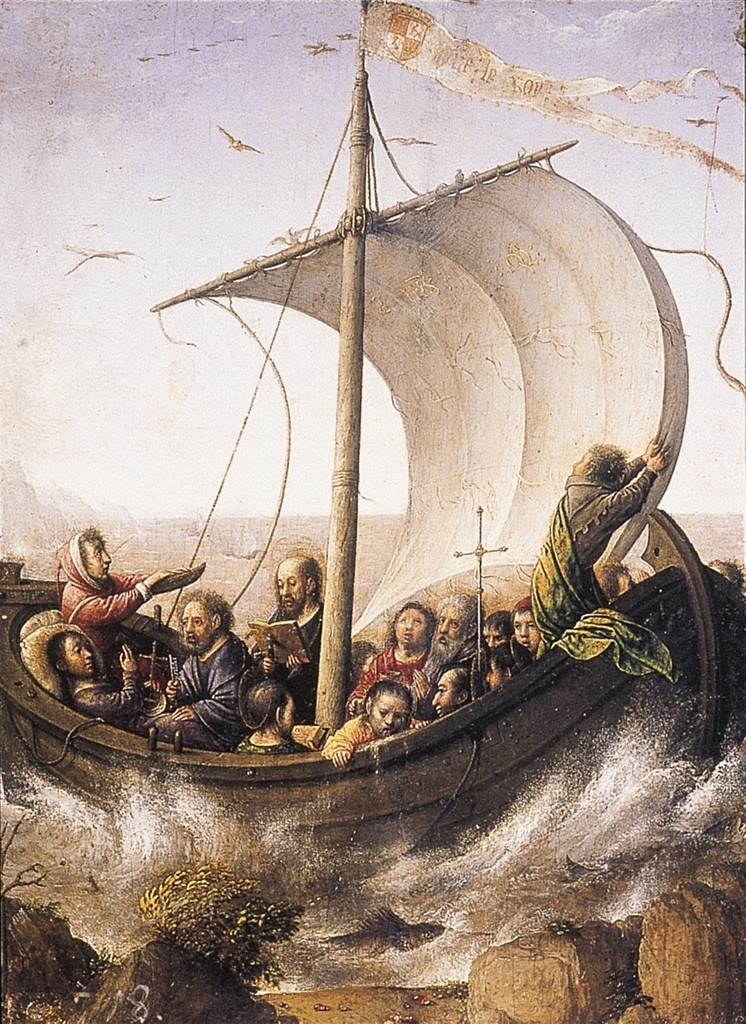
Хуан Фландес 1490-1500
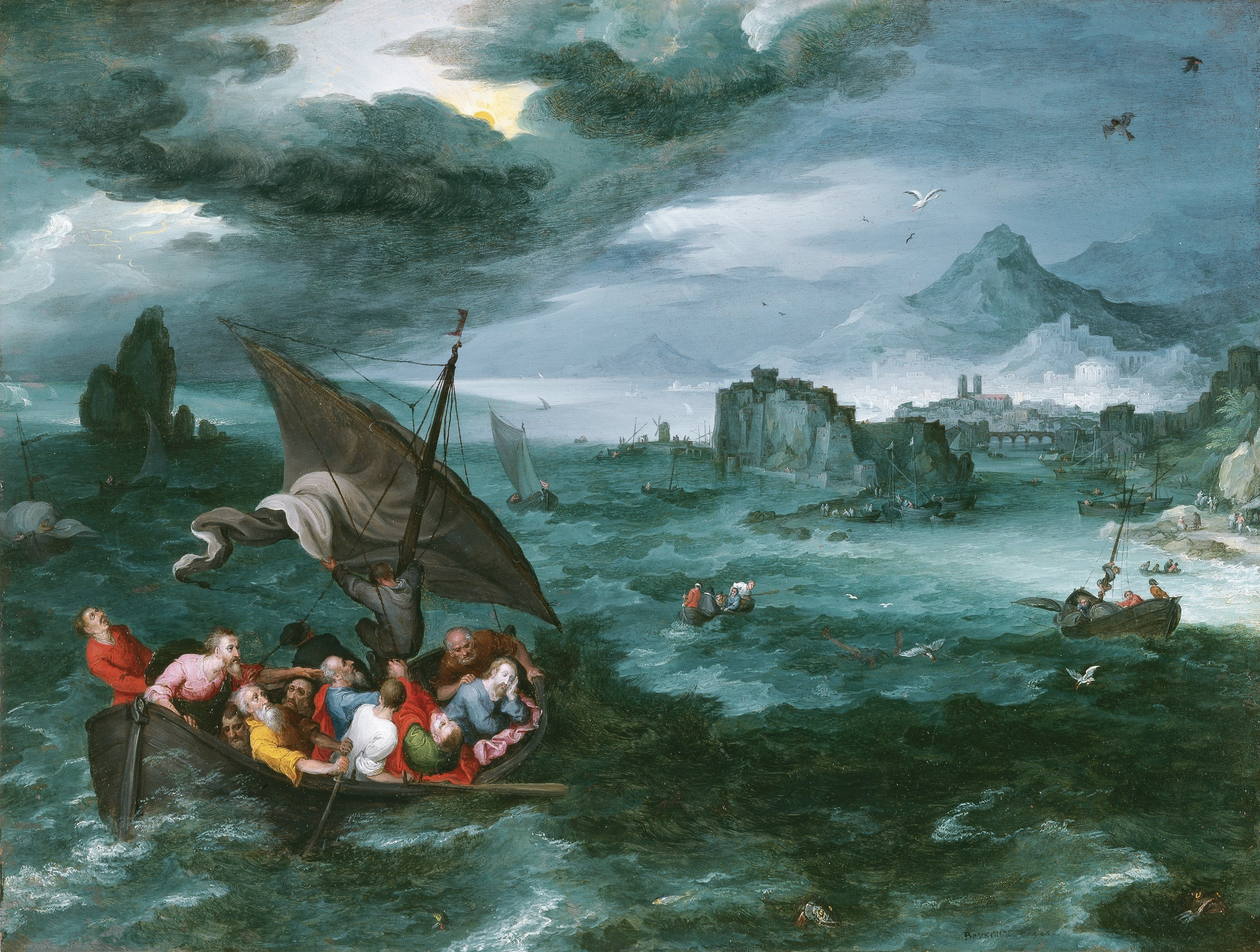
Ян Брейгель Старший 1596
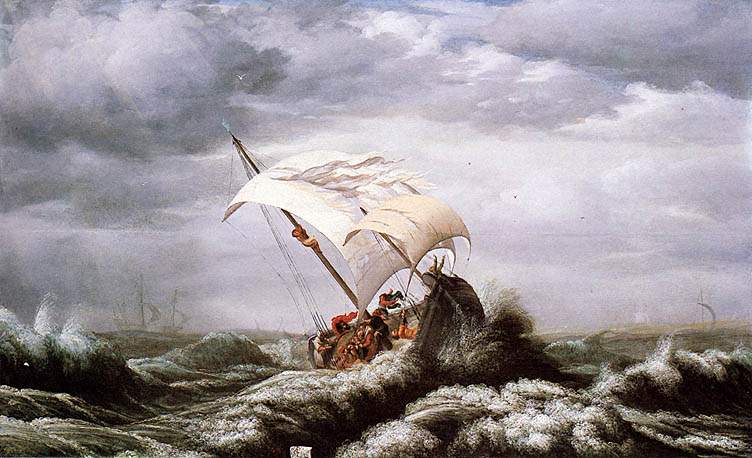
Пітер Штальпаерт 1617
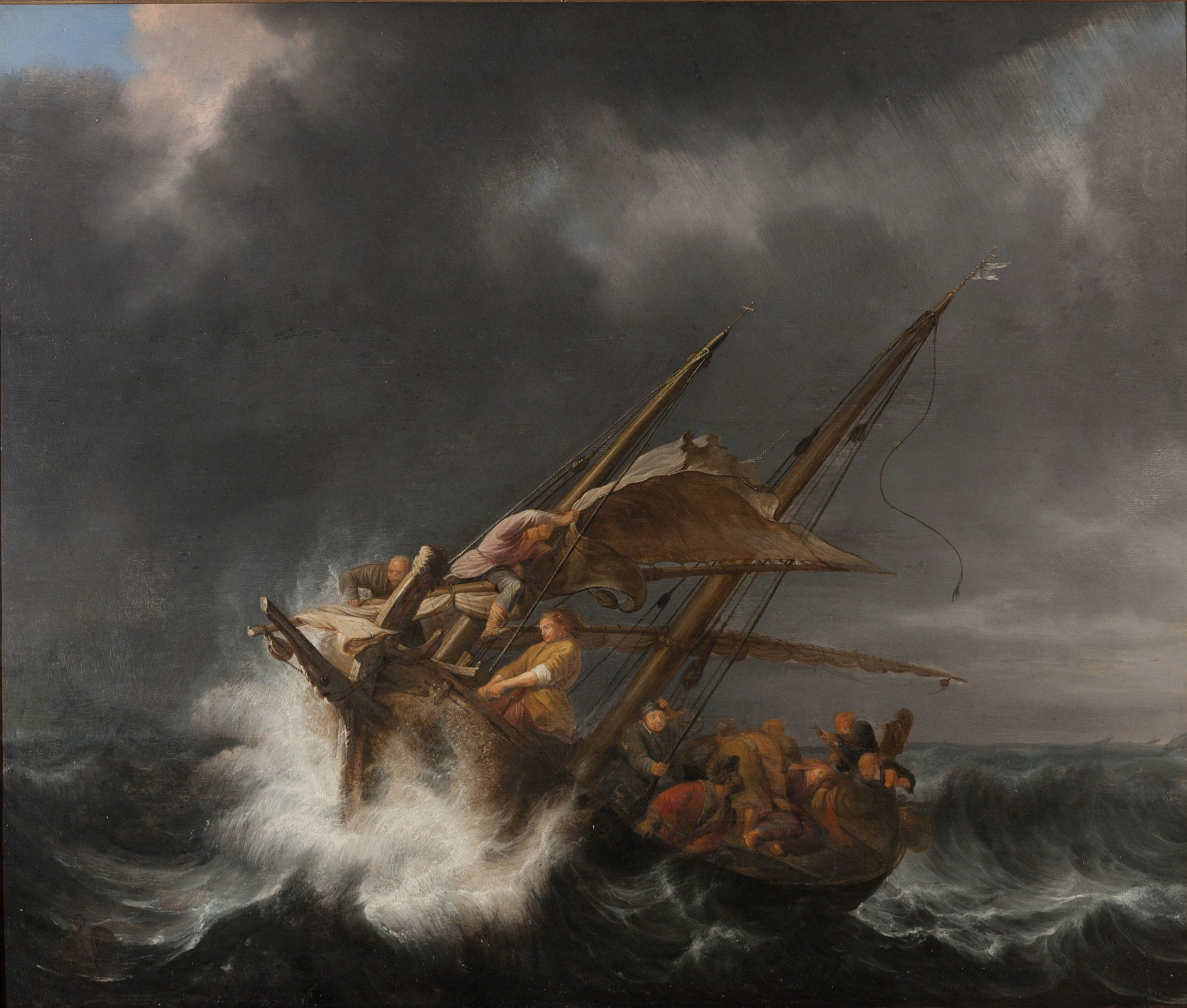
Сімон де Влігер 1637
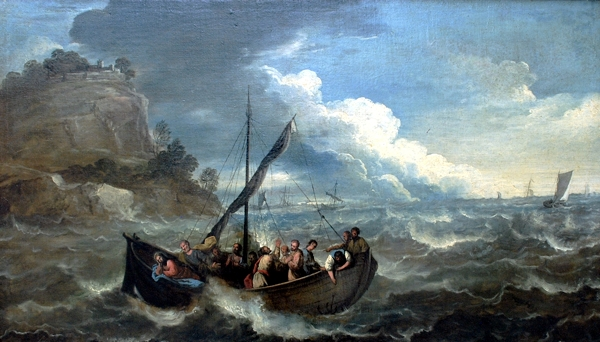
Корнеліс де Валь 1630-ті
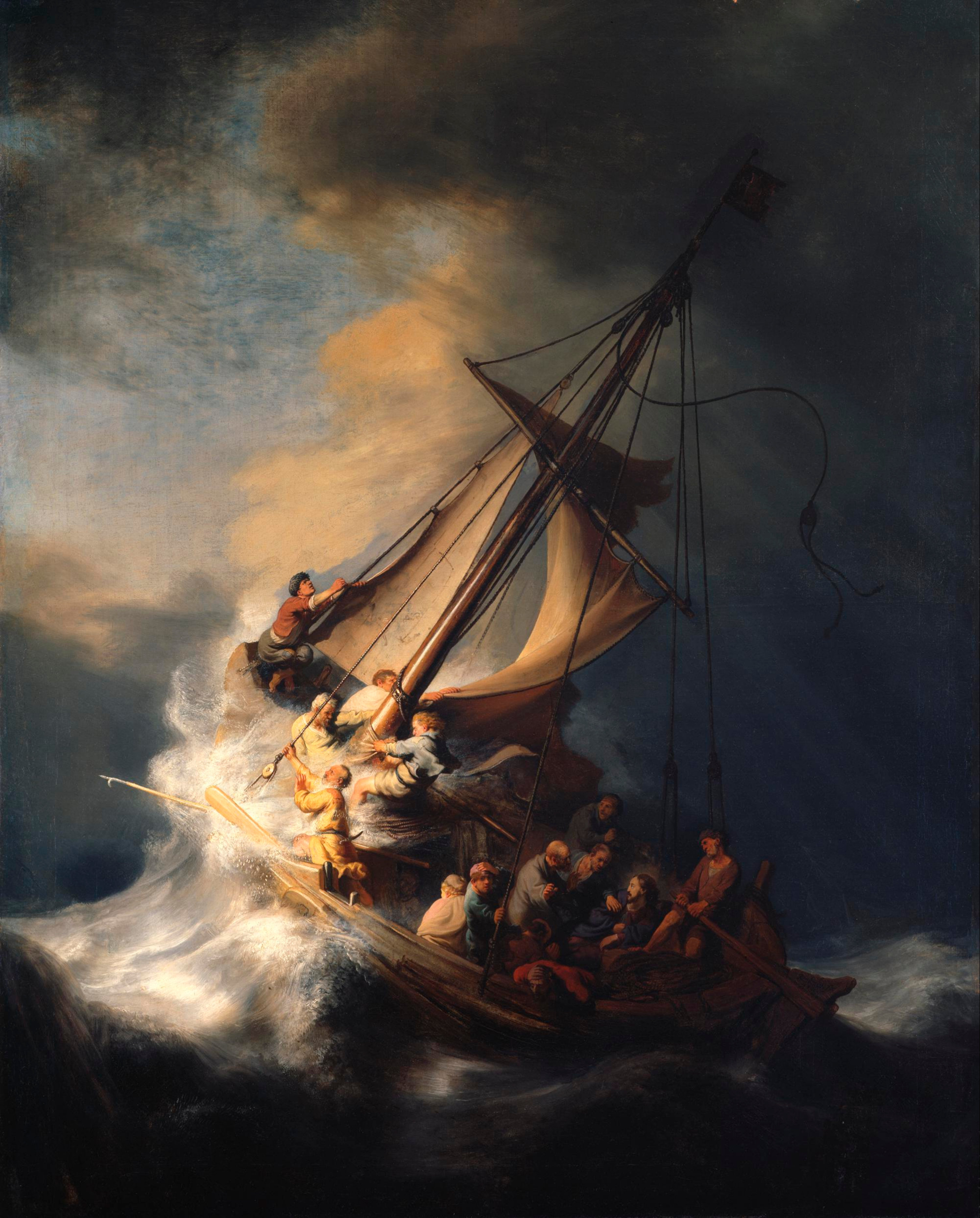
Рембрандт 1633
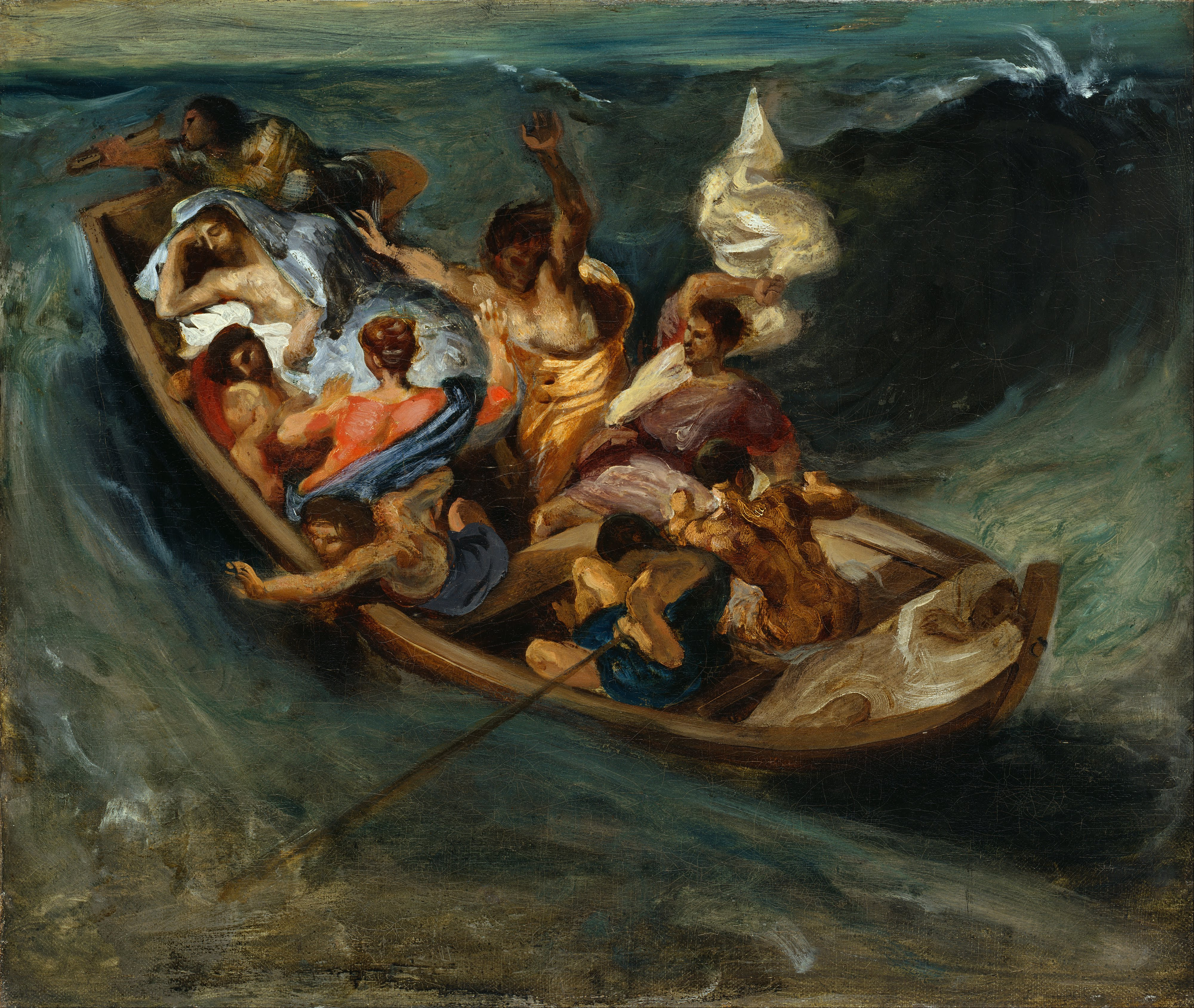
Ежен Делакруа 1854